# Chirbat al-Dżauz
Chirbat al-Dżauz (arab. خربة الجوز) – miejscowość w Syrii, w muhafazie Idlib. W 2004 roku liczyła 1644 mieszkańców.